# Kostel svatého Vavřince (Klení)
Římskokatolický kostel svatého Vavřince v Klení je nevelkou raně gotickou, barokně přestavěnou sakrální stavbou. Od roku 1963 je kostel chráněn jako kulturní památka.

## Historie
Současná stavba pochází již z období rané gotiky. Roku 1352 je připomínán jako farní. Patrně po husitských válkách fara zanikla a kostel se stal filiálním k Soběnovu. V barokním období (v poslední čtvrtině 17. či na počátku 18. století) proběhla výrazná barokní přestavba. Od roku 1786 je opět jako filiální spravován z Benešova nad Černou. V období socialismu byla stavba nevyužívaná a progresivně chátrala. Po roce 1989 byla provedena oprava střechy, ale stav kostela je stále značně neuspokojivý.

### Chátrání během socialismu a následná obnova
Od 60. let 20. století kostel církev nevyužívala a ten postupně chátral. Započetí oprav na kostele inicioval první Spolek na záchranu kostela v roce 1994, kdy došlo ke statickému zajištění barokní klenby lodi kostela a novému zastřešení s šindelovou krytinou. V roce 1997 pak byla nově zastřešena i věž – nová konstrukce báně s měděnou krytinou. Opravy byly financovány převážně ze státních prostředků. Církev tehdy chtěla kostel převést bezúplatně do vlastnictví obce, ta ale o něj neměla zájem.
Dne 6.3.2013 byla uzavřena s Farností Benešov nad Černou Smlouva o výpůjčce s novým „Spolkem pro záchranu budovy kostela v Klení“ na dobu 10 let. Tento se v současnosti o kostel stará, provádí údržbu přilehlého hřbitova a jeho okolí. Zajišťuje projekty na opravy a jejich finanční spoluúčast. Spolek plánuje v budoucnu kostel využít pro veřejnost jako společenský prostor, příkladně pro pořádání přednášek, koncertů, výstavních expozic apod. Především jej ale chce zachovat pro příští generace. V roce 2016 byl přilehlý hřbitov spolu s ohradní zdí rovněž zapsán na seznam kulturních památek.                          

## Popis
Orientovaný neveliký kostel stojí na vyvýšeném stanovišti uprostřed bývalého hřbitova jižně od centra obce. Skládá se z obdélné lodi zaklenuté barokní cihelnou valenou klenbou s trojúhelnými výsečemi, obdobně zaklenutého, nepatrně užšího presbytáře a v ose stavby z východu připojené věže, v níž je umístěna sakristie. Interiér i exteriér kostela se nachází ve špatném technickém stavu, na jeho opravě pracují dobrovolníci. Mobiliář byl zcela zničen.
V zadní části lodi je dochována barokní cihelná kruchta nesená dvojicí zděných pilířků. Loď i presbytář je z jihu osvětlen nevelikými, barokně upravenými okny. Na jižní a západní straně lodi jsou dochovány dva gotické portálky. Barokní architektonické tvarosloví kostela je relativně jednoduché, ale přitom až překvapivě kvalitně dimenzované, prozrazující ruku kvalitního a zkušeného architekta. Nedochovaný mobiliář byl taktéž barokní.

## Fotogalerie

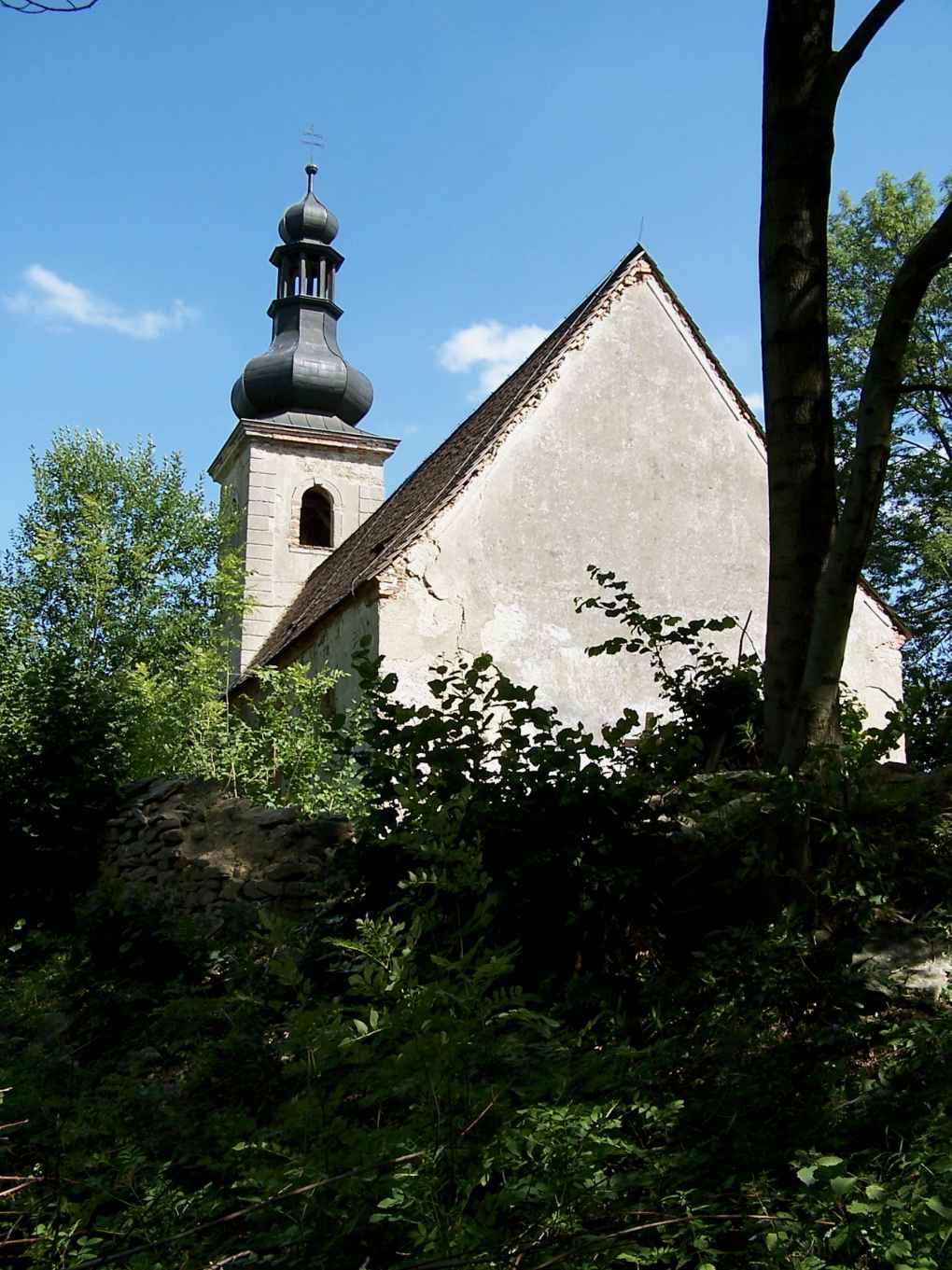
Pohled na kostel od západu
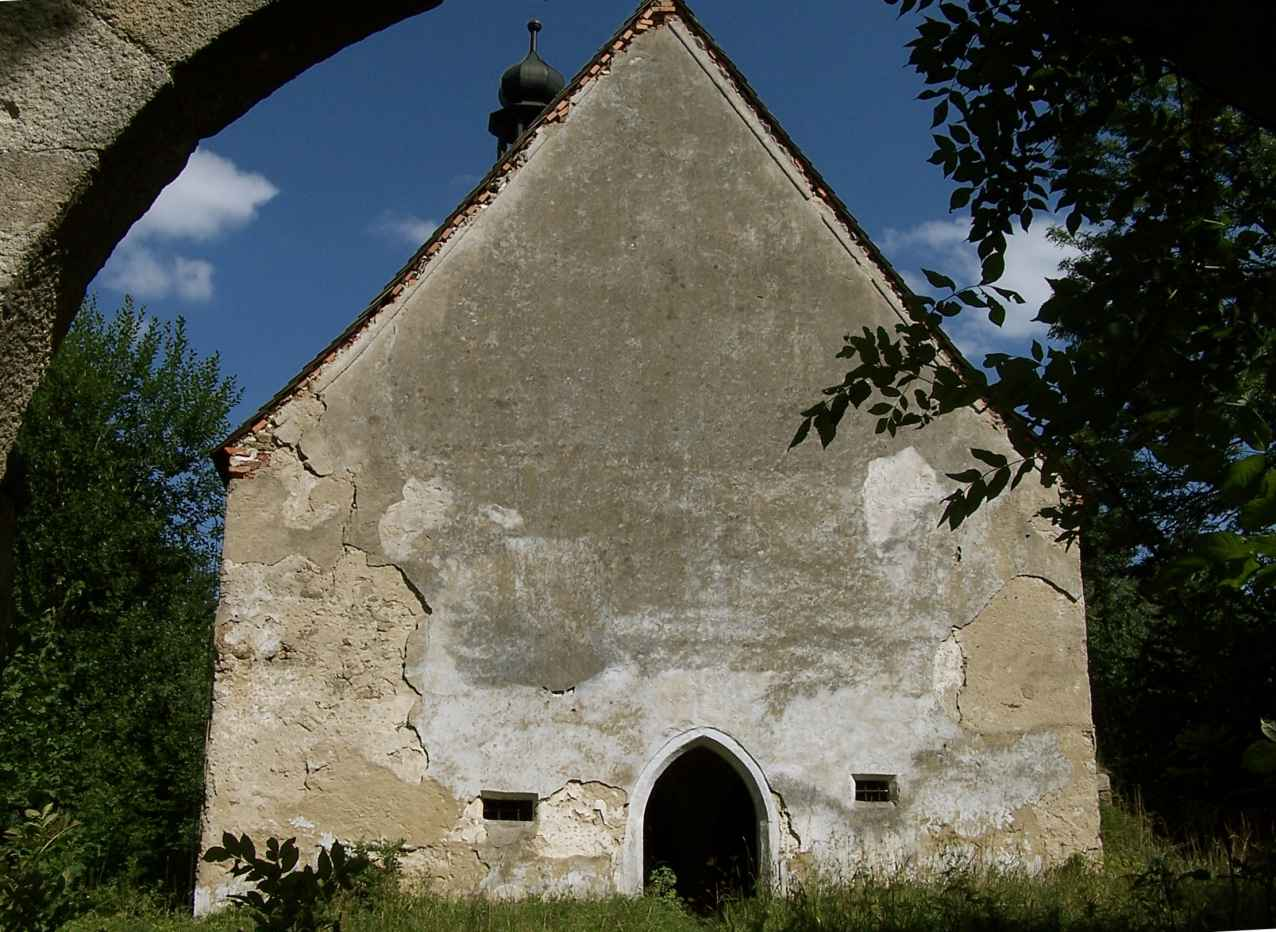
Západní fasáda kostela
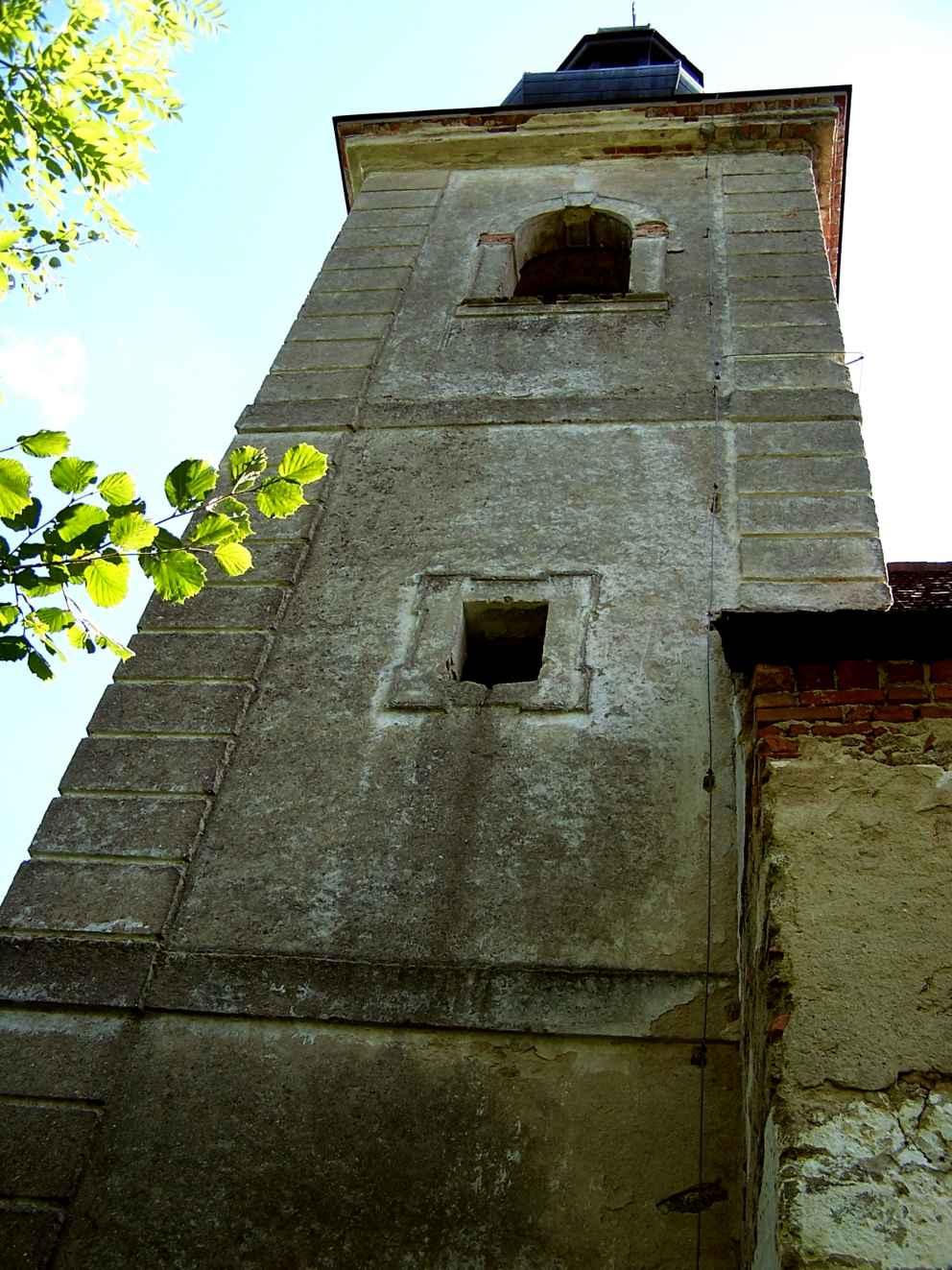
Barokní architektonické členění věže kostela
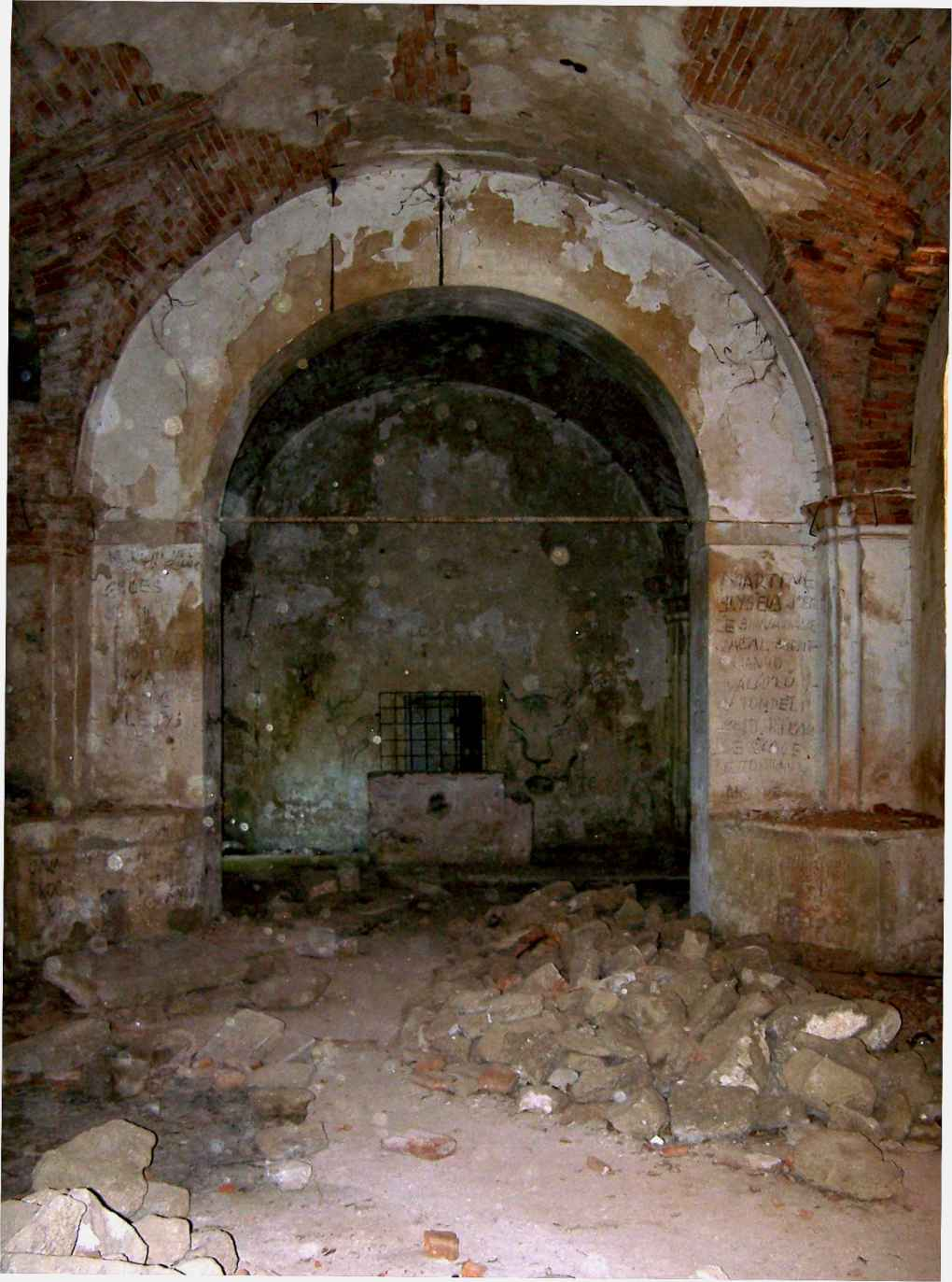
Pohled z lodi do presbytáře v roce 2007
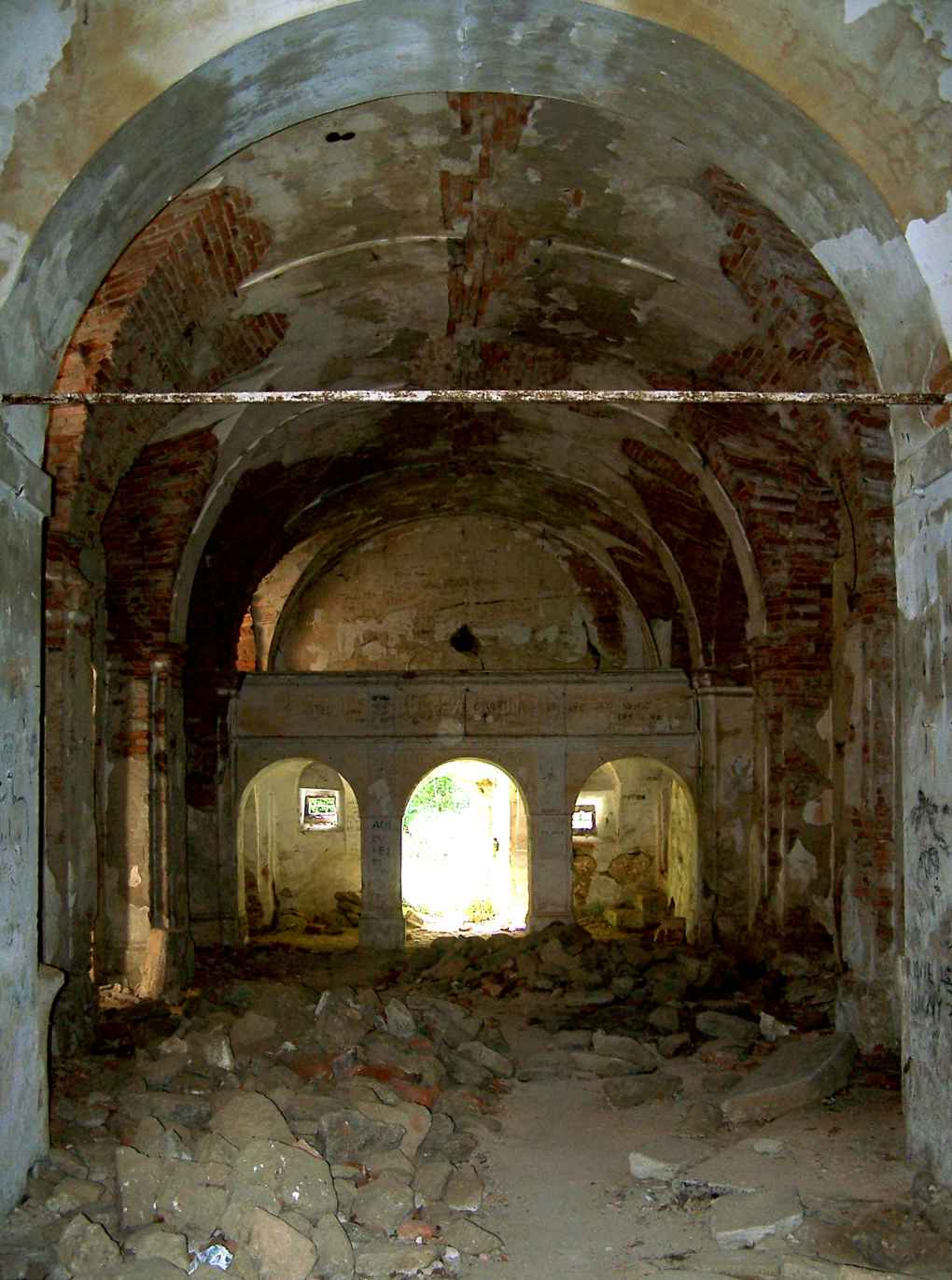
Pohled z presbytáře do lodi v roce 2007
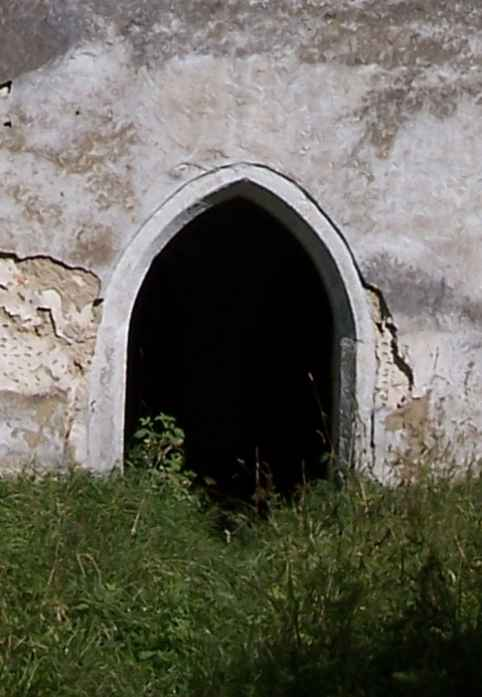
Západní gotický portálek v roce 2007
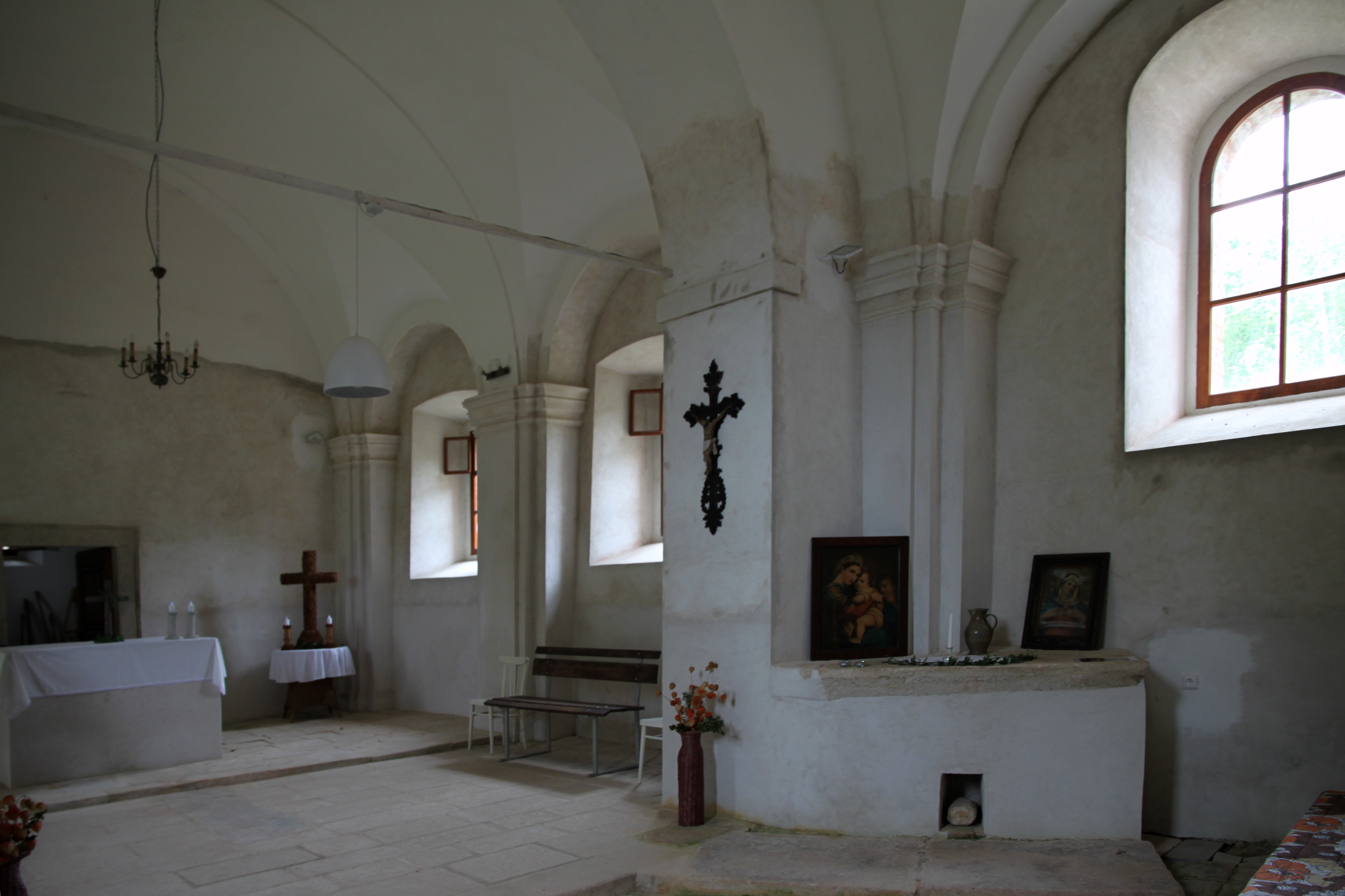
Pohled z lodi do presbytáře v roce 2019
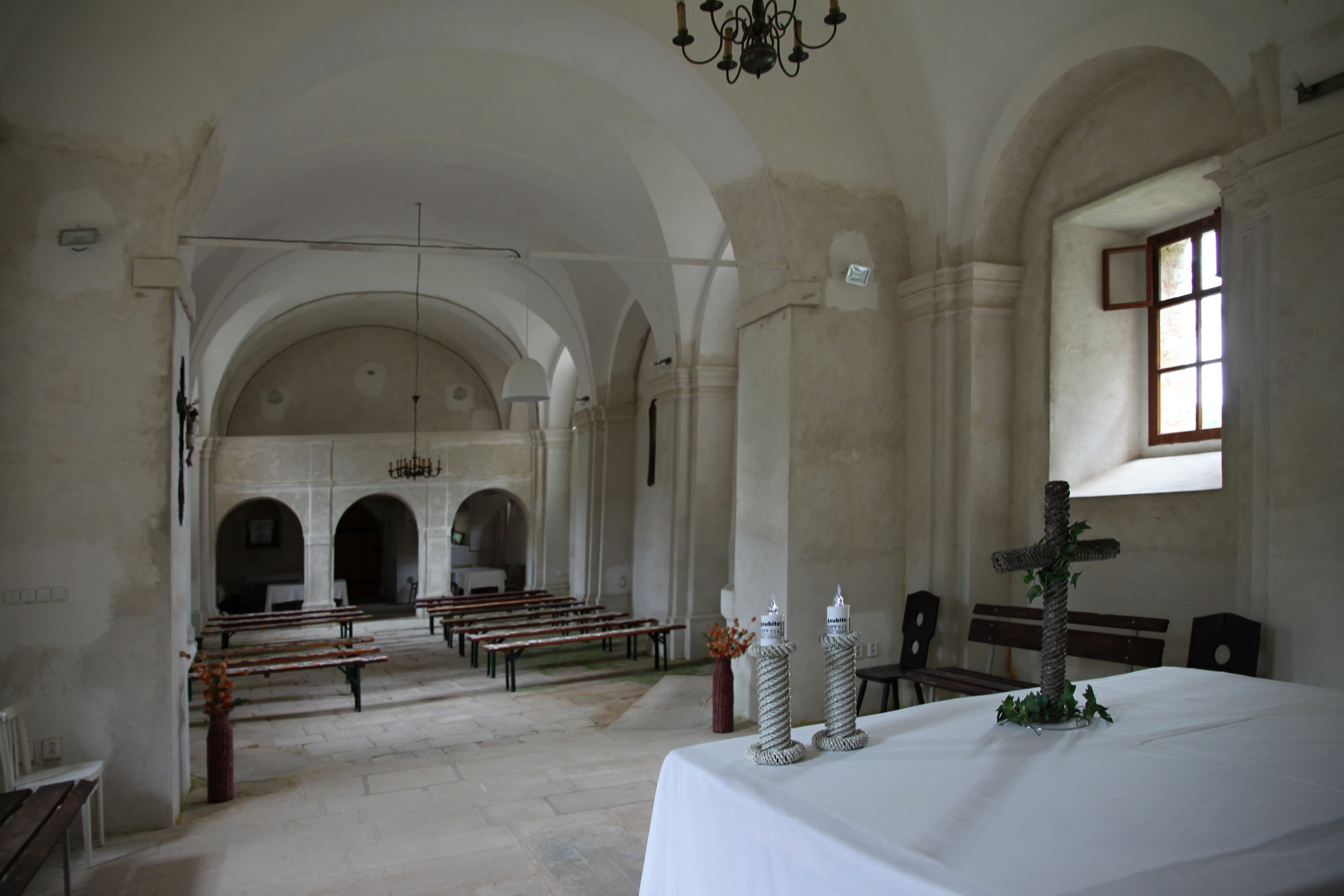
Pohled z presbytáře do lodi v roce 2019
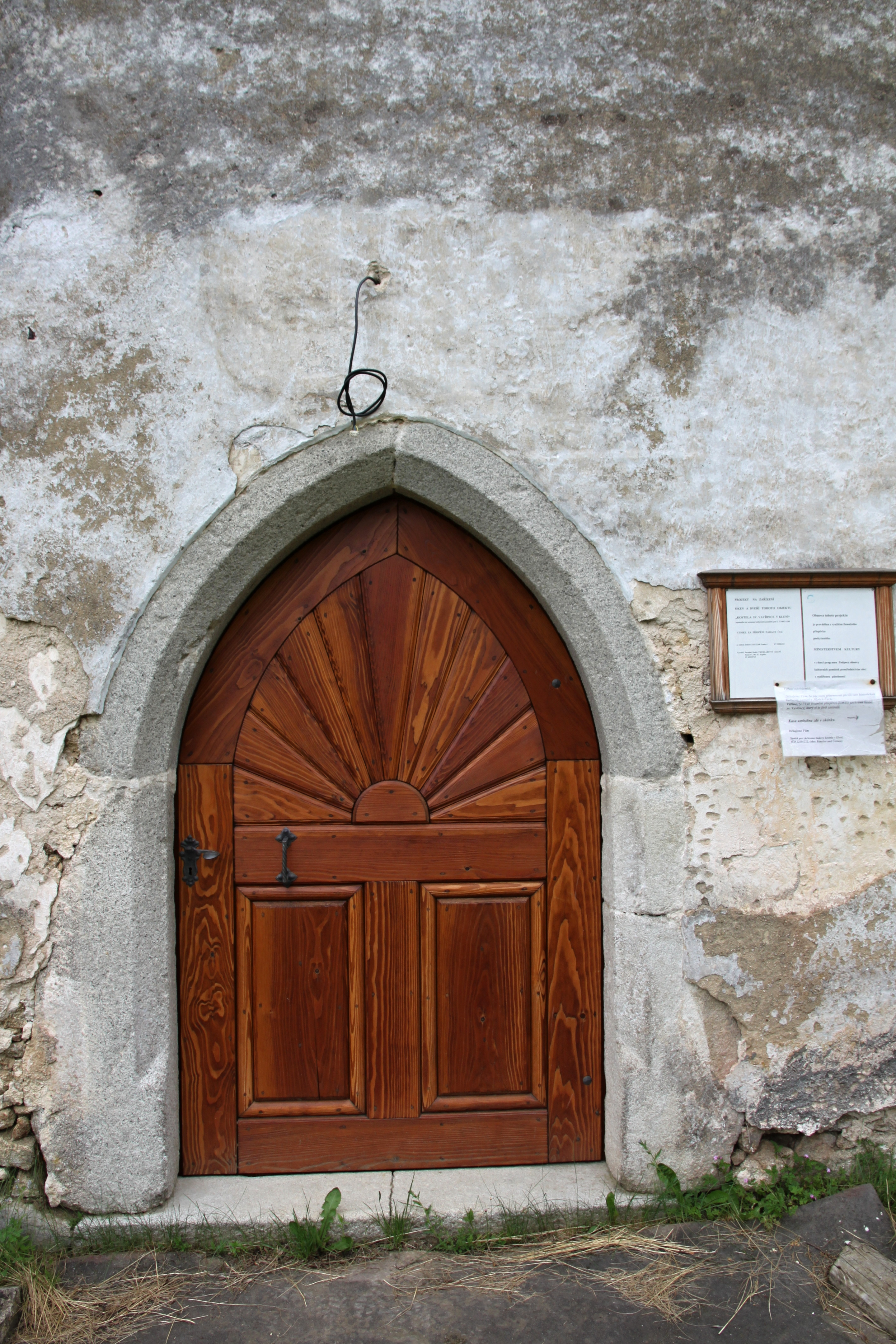
Západní gotický portálek v roce 2019